# 신성국민학교 (청송군)
신성국민학교는 대한민국 경상북도 청송군 안덕면 신성리에 있었던 국민학교이다.

## 연혁
- 1943년 4월 15일 신성공립국민학교 설립 인가 및 개교
- 1945년 9월 20일 신성공립국민학교 폐교
- 1949년 9월 1일 신성국민학교 설립 인가
- 1950년 3월 2일 신성국민학교 재개교
- 일자미상 한국전쟁으로 교사 소실, 가교사 수업 실시
- 1957년 2월 19일 교지 확보
- 1958년 6월 3일 교지 추가 확보 및 신축
- 1993년 ?월 ??일 제39회 졸업식(9명)/누계: 1,142명
- 1993년 3월 1일 폐교 및 안덕국민학교 통폐합